# Уальпен
Уальпен (исп. Hualpén) — город в Чили. Административный центр одноимённой коммуны. Население — 85 928 человек (2002). Город и коммуна входит в состав провинции Консепсьон и области Био-Био. Город является составной частью городской агломерации Большой Консепсьон.
Территория коммуны — 53,5 км². Численность населения — 87 578 жителей (2007). Плотность населения — 1636,97 чел./км².

## Расположение
Город расположен в 6 км северо-западнее административного центра области — города Консепсьон.
Коммуна граничит:
- на севере — с коммуной Талькауано;
- на востоке — с коммуной Консепсьон;
- на юге — с коммуной Сан-Педро-де-ла-Пас.

На западе коммуны расположен Тихий океан.

## Демография
Согласно сведениям, собранным в ходе переписи Национальным институтом статистики, население коммуны составляет 87 578 человек, из которых 43 357 мужчин и 44 221 женщина.
Население коммуны составляет 4,42 % от общей численности населения области Био-Био. 1,15 % относится к сельскому населению и 98,85 % — городское население.